# أزاهير الخراب
أزهار الخراب (بالفرنسية: Fleurs de ruine) هي رواية للكاتب الفرنسي باتريك موديانو الحائز على جائزة نوبل في الأدب عام 2014 و على الجائزة الكبرى للأكاديمية الفرنسية للرواية سنة 1972 ونشرت سنة 1991 عن دار النشر سوي . وظهرت ترجمتها العربية عن دار نوفل ببيروت بترجمة بسّام حجّار .

## نبذة
تندرج الرواية ضمن مشروع موديانو الروائي العام الذي يتمحور حول **الذاكرة والهوية والبحث عن الذات في مدينة باريس، خصوصاً خلال مرحلة الاحتلال النازي لفرنسا. في هذا العمل، يستعيد الكاتب **قصة غامضة عن انتحار زوجين شابين في 24 أبريل 1933، لينطلق منها إلى **سلسلة من الأحداث والأماكن والشخصيات المتفرقة** التي يحاول جمعها عبر فترات زمنية متعددة، من الثلاثينات إلى الستينات وصولاً إلى التسعينات. تتوزع الرواية على **خط زمني غير خطي**، وتتشظى أحداثها بين الأمكنة والمواقف التي تلامس الخاص والعام، الشخصي والتاريخي في آن واحد.

## شخصيات الرواية
يقدّم موديانو في هذه الرواية مجموعة من الشخصيات التي تعكس القلق الوجودي والغموض الذي يكتنف التاريخ الشخصي والعام. من بينها:
- الراوي: ينهل من ملامح الكاتب نفسه، وهو شخصية تعيد فتح ملفات الماضي الغامض، وتطرح تساؤلات لا تقدم لها أجوبة حاسمة.
- الزوجان المنتحران: يشكلان محور الرواية، حيث يدفع انتحارهما الغامض إلى تفكيك شبكة من الذكريات واللقاءات والمصادفات.
- ديفيز: نزيل سابق في غرفة مجاورة بشارع دولامبر، يهرب من الحرب ويترك خلفه أثقالاً نفسية وتاريخية.
- باشيكو: شخصية متعددة الوجوه، يتقنع باسم مستعار هو فيليب دي بيلون، ويتنقل بين صداقات مغربية واسكندنافية.[2]

## تحليل ونقد
يُعد أسلوب موديانو في **أزاهير الخراب** نموذجًا لما يُسمى بـ"التقنية الموديانية"، حيث تغيب الحبكة التقليدية، لتحل محلها كتابة تقوم على التشظي، والتداعي، والسرد البطيء الذي يلاحق أطياف الماضي**. لا يحتفي موديانو بالبلاغة اللفظية، بل يستخدم لغة مقتضبة، شفافة، أقرب إلى السهل الممتنع، كما أشار بعض النقاد الفرنسيين الذين وصفوا هذا الأسلوب بكونه خاصًا به ولا يُشبه به غيره من الروائيين. تفتح الرواية تساؤلات حول "الذاكرة والتاريخ الشخصي والهوية، والمصير الغامض للناس الذين محاهم الزمن"، وتُلامس التيمة الأساسية التي تتكرر في أعمال موديانو: الفراغ الذي يخلّفه الغياب، وتشوّش الهويات، والبحث عن بصمات الأحياء في أرشيف الأموات. إنّ النص لا يدعي تقديم أجوبة بقدر ما يسائل القارئ ويغويه بأن ينخرط في "لعبة التذكر والتخيّل والبحث".و قد كرّمت الأكاديمية الملكية السويدية أعماله التي تتمحور حول هذه الموضوعات التي تجمع بين التاريخ والذاكرة والهوية في أعقاب الحروب، مما منح أعماله شهرة عالمية وترجمات واسعة بلغات عديدة، من بينها العربية.